# Liste des monuments historiques de Joigny
Ce tableau présente la liste de tous les monuments historiques classés ou inscrits dans la ville de Joigny, Yonne, en France.
La ville compte 19 monuments historiques.

## Liste
| Monument                                          | Adresse                                     | Coordonnées                      | Notice         | Protection | Date | Illustration                                      |
| ------------------------------------------------- | ------------------------------------------- | -------------------------------- | -------------- | ---------- | ---- | ------------------------------------------------- |
| Église Saint-Jean de Joigny                       |                                             | 47° 58′ 58″ nord, 3° 23′ 54″ est | « PA00113703 » | Classé     | 1913 | Église Saint-Jean de Joigny                       |
| Église Saint-André de Joigny                      | place de la République                      | 47° 58′ 57″ nord, 3° 24′ 03″ est | « PA00113702 » | Classé     | 1971 | Église Saint-André de Joigny                      |
| Église Saint-Thibault de Joigny                   |                                             | 47° 58′ 59″ nord, 3° 23′ 42″ est | « PA00113704 » | Classé     | 1914 | Église Saint-Thibault de Joigny                   |
| Maison à pans de bois dite Maison de l'Ave-Maria  | 3 et 5, rue Bourg-le-Vicomte                | 47° 59′ 03″ nord, 3° 23′ 40″ est | « PA00113709 » | Inscrit    | 1971 | Maison à pans de bois dite Maison de l'Ave-Maria  |
| Immeuble                                          | 44, rue Couturat                            | 47° 58′ 56″ nord, 3° 23′ 53″ est | « PA00113706 » | Inscrit    | 1971 | Immeuble                                          |
| Immeuble                                          | 10, rue Dominique-Grenet                    | 47° 58′ 56″ nord, 3° 23′ 57″ est | « PA00113707 » | Inscrit    | 1941 | Immeuble                                          |
| Maison Puynesge                                   | 12, rue Dominique-Grenet                    | 47° 58′ 57″ nord, 3° 23′ 59″ est | « PA00113963 » | Inscrit    | 1989 | Maison Puynesge                                   |
| Maison                                            | 15, Grande-Rue                              | 47° 57′ 07″ nord, 3° 25′ 53″ est | « PA00113711 » | Inscrit    | 1926 | Maison                                            |
| Maison dite de l'Arbre de Jessé                   | Grande-Rue ; à l'angle de la rue Montant    | 47° 57′ 07″ nord, 3° 25′ 48″ est | « PA00113710 » | Classé     | 1926 | Maison dite de l'Arbre de Jessé                   |
| Immeubles                                         | 1 et 3, rue du Loquet                       | 47° 58′ 56″ nord, 3° 23′ 42″ est | « PA00113708 » | Inscrit    | 1971 | Immeubles                                         |
| Hôtel du XVIIIe siècle (ancien)                   | 34, rue Montant-au-Palais                   | 47° 58′ 58″ nord, 3° 23′ 51″ est | « PA00113705 » | Inscrit    | 1971 | Hôtel du XVIIIe siècle (ancien)                   |
| Maison du Pilori                                  | 18, place du Pilori                         | 47° 59′ 00″ nord, 3° 23′ 43″ est | « PA00113712 » | Classé     | 1924 | Maison du Pilori                                  |
| Prieuré de Notre-Dame de Joigny                   | place de la République                      | 47° 58′ 57″ nord, 3° 24′ 03″ est | « PA00113715 » | Inscrit    | 1926 | Prieuré de Notre-Dame de Joigny                   |
| Maison de bois de Joigny dite Maison du bailliage | place Saint-Jean ; 36 rue Montant-au-Palais | 47° 58′ 58″ nord, 3° 23′ 51″ est | « PA00113713 » | Classé     | 1942 | Maison de bois de Joigny dite Maison du bailliage |
| Quartier Dubois-Thainville (caserne militaire)    |                                             | 47° 58′ 52″ nord, 3° 23′ 58″ est | « PA00113718 » | Inscrit    | 1929 | Quartier Dubois-Thainville (caserne militaire)    |
| Porte Saint-Jean de Joigny                        |                                             | 47° 58′ 58″ nord, 3° 23′ 52″ est | « PA00113717 » | Classé     | 1941 | Porte Saint-Jean de Joigny                        |
| Porte du Bois de Joigny                           |                                             | 47° 59′ 05″ nord, 3° 23′ 46″ est | « PA00113716 » | Classé     | 1942 | Porte du Bois de Joigny                           |
| Palais de justice de Joigny (chapelle)            |                                             | 47° 58′ 59″ nord, 3° 24′ 02″ est | « PA00113714 » | Classé     | 1927 | Palais de justice de Joigny (chapelle)            |
| Ancien château des comtes de Gondi                |                                             | 47° 58′ 57″ nord, 3° 23′ 54″ est | « PA00113701 » | Classé     | 1983 | Ancien château des comtes de Gondi                |